# الإسلام في كوراساو
الإسلام في كوراساو هو أقلية دينية في جزيرة كوراساو، وهي جزيرة في جنوب البحر الكاريبي تنتمي لمجموعة جزر الأنتيل التابعة لهولندا، و هي أكبر جزر ABC الثلاثة (و هي أروبا، و بوناير، و كوراساو). الديانة الرئيسية في كوراساو هي المسيحية، إلا أن هناك أيضا أقلية مسلمة تعترف بها الحكومة الكوراساوية. وصل الإسلام إلى كوراساو منذ القرن العاشر الهجري على يد المورسكيين و مسلمي غرب أفريقيا، و أسسوا بها حضارة إسلامية راقية. حين وصل كولومبوس إلى الجزر سنة 1493 م، استقبلوه جيدا وساعدوه على الوصول إلى الجزر الأخرى المجاورة. إلا أن الإسلام في كوراساو قد قوبل بالمحاربة بعد الاستعمار الإسباني سنة 1527، و الاستعمار الهولندي سنة 1634, و الاستعمار اليهودي منذ سنة 1650. وصل عدد الذين يدينون بالدين الإسلامى ثلاثة آلاف مسلم في عام 1964م، وإزداد عدد المسلمين فيها حتى وصل إلى سبعة آلاف مسلم في عام 1974 م. أما اليوم، فقد تزايد عددهم إلى ثمانية آلاف مسلم. أنشأت الجمعية الإسلامية بكوراساو أول مسجد جامع لها في العاصمة ويلميستاد، وقد ألحق بالمسجد مدرسة قرآنية لتحفيظ النشئ المسلم القرآن الكريم، وتعليمه اللغة العربية.